# Listă de graiuri ale limbii române

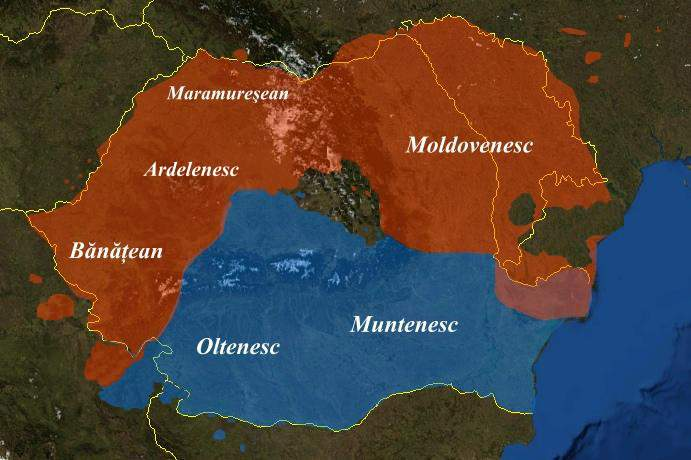
Graiurile limbii române.

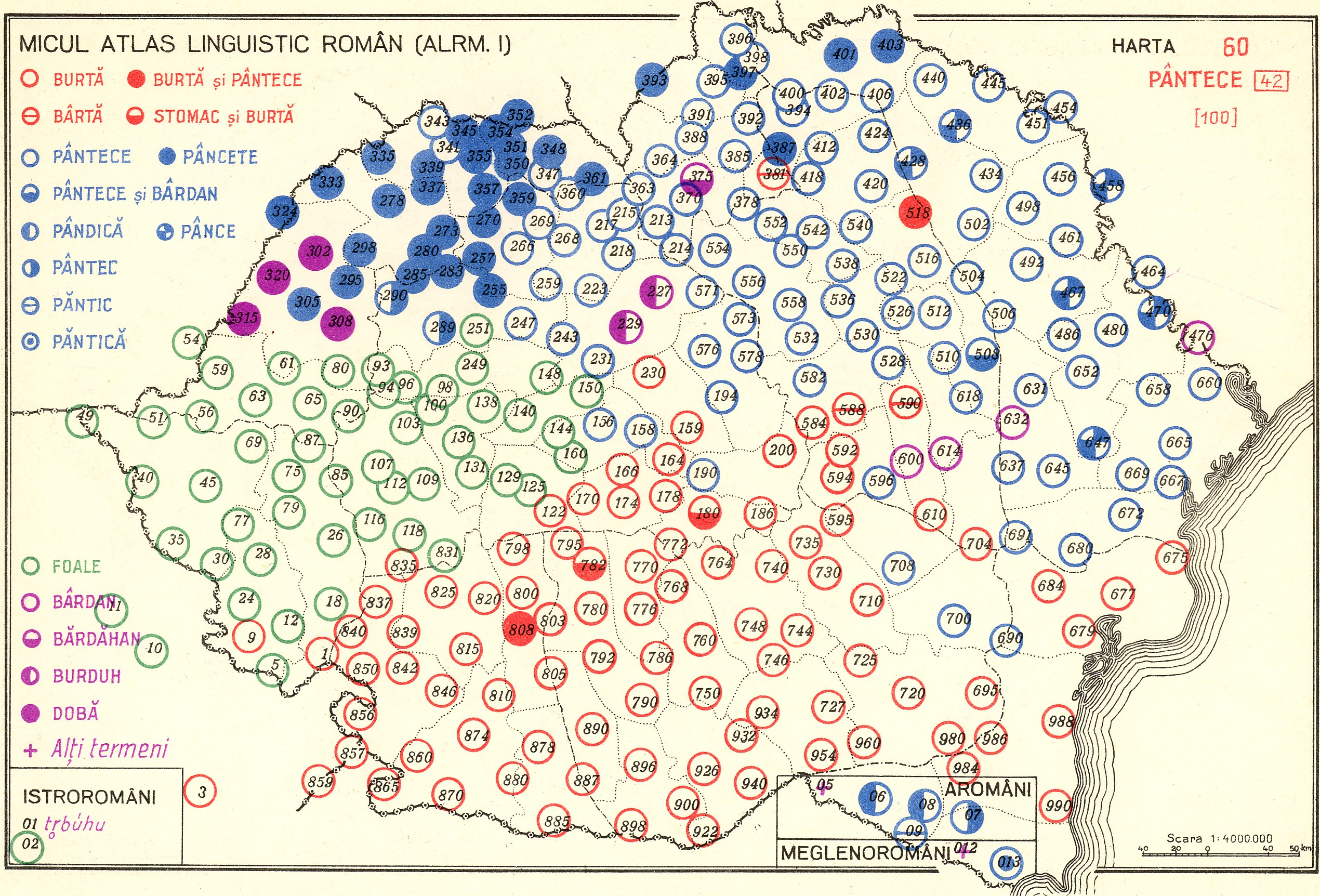
O hartă a Atlasului lingvistic român.

Dialectele limbii daco-române sunt, conform Atlasului lingvistic al Institutului „Sextil Pușcariu”:
- Grupa nordică (grupa moldo-ardelenească):
  - Graiuri ale limbii române vorbite în interiorul arcului carpatic:
    - Graiul ardelenesc
    - Graiul crișean
      - Graiul crișean din Ungaria

    - Graiul bănățean
      - Graiul ungurean (vezi Româna timoceană)

    - Graiul maramureșean
    - Graiul bucovinean

  - Graiurile românești din Ucraina
  - Graiul moldovenesc
    - Limba daco-română vorbită în Republica Moldova

- Grupa sudică (grupa meridională):
  - Graiul muntenesc și făgărășean
  - Graiul oltenesc
    - Graiul „țăran” (vezi Româna timoceană)

## Regionalisme
În Dobrogea există cuvinte specifice regiunii, precum „buhalcă”, „ciortan” sau „ghionder”.
În satul Totoi, Alba, unii locuitori utilizează și „totoiana”, un limbaj specializat, o limbă „întoarsă”, în care silabele cuvintelor românești sunt combinate după anumite reguli.
Geamgiii din zona comunei clujene Mărgău, ca să se poată înțelege între ei fără ca alții să priceapă ce vorbesc, au inventat un limbaj cu totul aparte care azi este singurul argou profesional rural din România: gumuțeasca.